# Amphistomus speculifer
Amphistomus speculifer är en skalbaggsart som beskrevs av Matthews 1974. Amphistomus speculifer ingår i släktet Amphistomus och familjen bladhorningar. Inga underarter finns listade i Catalogue of Life.